# Plebiscyt Przeglądu Sportowego 1981
47. Plebiscyt Przeglądu Sportowego na najlepszego sportowca Polski zorganizowano w 1981 roku.

## Wyniki
1. Janusz Pyciak-Peciak - pięciobój nowoczesny (284 195 pkt.)
2. Waldemar Marszałek - sporty motorowodne (261 380)
3. Dariusz Wódke - szermierka (192 512)
4. Włodzimierz Smolarek - piłka nożna (141 046)
5. Alicja Ciskowska - łucznictwo (125 388)
6. Wojciech Reszko - judo (109 813)
7. Andrzej Grubba - tenis stołowy (90 502)
8. Grzegorz Jaroszewski - kolarstwo przełajowe (80 525)
9. Ryszard Świerad - zapasy (72 642)
10. Halina Iwaniec - koszykówka (57 513)